# 王化成 (1905年)
王化成（1905年—1965年2月18日），男，江苏丹徒人，中华民国政治人物。

## 生平
王化成1923年毕业于清华学校，后毕业于美国明尼苏达大学、芝加哥大学，并曾在哈佛大学研究国际公法。回国后，曾任教于北京大学法律系、清华大学政治学系。后又担任国及最高委员会参事、外交部条约司司长、中华民国驻葡萄牙公使等职。1965年，于美国哥伦布市逝世。

## 轶事
作家梁实秋在《随园食单》里提到，王化成会烹饪，尤其擅长做狮子头，甚是美味，并且还详细描述了其做法。